# ادوارد ناتاپی
ادوارد ناتاپی (انگلیسی: Edward Natapei؛ ۱۷ ژوئیه ۱۹۵۴ – ۲۸ ژوئیهٔ ۲۰۱۵) سیاست‌مدار اهل وانواتو بود. وی سه دوره در سال‌های ۲۰۰۱–۲۰۰۴، ۲۰۰۸–۲۰۱۰ و ۲۰۱۱ نخست‌وزیر این کشور بود. وی پیشتر از ۲ مارس ۱۹۹۹ تا ۲۴ مارس ۱۹۹۹ رئیس‌جمهور موقت وانواتو بود.
ادوارد ناتاپی در ۲۸ ژوئیه ۲۰۱۵، بعد از یک دوره طولانی بیماری در سن ۶۱ سالگی درگذشت.